# Sinophorus borealis
Sinophorus borealis är en stekelart som beskrevs av Sanborne 1984. Sinophorus borealis ingår i släktet Sinophorus och familjen brokparasitsteklar. Inga underarter finns listade i Catalogue of Life.